# بخش چینگیانگ
بخش چینگیانگ (به لاتین: Qingyang District) یک منطقهٔ مسکونی در چین است که در چنگدو واقع شده‌است. بخش چینگیانگ ۶۷٫۷۸ کیلومتر مربع مساحت و ۸۲۸٬۱۴۰ نفر جمعیت دارد.